# الفرقة المدرعة الأولى
فرقة البانزر الأولى (بالألمانية: 1. Panzerdivision) هي فرقة بانزر ألمانية تشكلت في 15 أكتوبر 1935 ومقرها في مدينة فايمار، شاركت الفرقة في الاجتياح الألماني لبولندا عام 1939 تحت قيادة الجيش العاشر الألماني ضمن مجموعة الجيوش الجنوبية كما شاركت في غزو فرنسا في 1940 تحت قيادة هاينز جوديريان ضمن الفيلق التاسع عشر.